# 康斯坦丁·卡尔·达斯普雷
康斯坦丁·基利安·卡尔·达斯普雷·冯·胡布鲁克（德語：Konstantin Ghilian Karl d'Aspré von Hoobreuk，1754年12月27日—1809年7月8日）。达斯普雷在法国大革命战争期间在哈布斯堡军队中服役。在拿破仑战争中，他参与了两次重大战役。1809年，他曾短暂担任步兵团的名誉指挥官并升任师长。他的儿子后来也成为了一位将军。
达斯普雷协助平定了1789年和1790年的布拉班特革命，并获得了奖章。在第一次反法同盟期间，达斯普雷被提拔为团长。他在1805年战争期间的一次战役中发挥了重要作用。1809年，达斯普雷在早期的战斗中率领一个掷弹兵旅，后来被任命为一个掷弹师的指挥官。达斯普雷最终在瓦格拉姆之战中阵亡。

## 早年生涯
达斯普雷于1754年12月27日出生于奥属尼德兰的根特，他的职业生涯都在军中。在担任上尉期间，达斯普雷在布拉班特革命中表现出色，并于1790年12月19日获得了玛丽亚·特蕾莎军事勋章的骑士十字勋章。达斯普雷参与了第一次反法同盟，于1794年晋升上校。
在1799年4月26日的维罗纳战役中，达斯普雷带领由10个连组成的猎兵军团参与作战。猎兵军团还参与了4月6日的马格纳诺战役。达斯普雷于1800年2月6日晋升少将。与其他法国大革命时期的军官一样，达斯普雷有着积极进取的眼光。在一次行动中，他的将军弗里德里希·海因里希·冯·戈特斯海姆斥责他激进的战略部署。戈特斯海姆问骑兵部署在崎岖不平的地面上有什么好处时，达斯普雷回答说：“可以打败敌人”。1800年4月7日，苏尔特的5,000名法国士兵对蒙特法西奥发动了突然袭击。法国的进攻重创了奥地利军队，迫使奥军一个步兵营投降。只有200人伤亡的苏尔特军队给奥地利军队造成了54人死亡、178人受伤和1,400人被俘的损失。达斯普雷在战斗中被法军俘虏。

## 拿破仑战争

### 1805年
在第三次反法同盟开始时，达斯普雷在斐迪南·卡尔·约瑟夫和马克的军队中任职。他领导了一个由三个半步兵营和六个骑兵中队组成的旅级单位。当拿破仑的军队于10月6日抵达多瑙河时，马克意识到他的军队正面临与维也纳隔绝的危险。当时，他做出了令人质疑的决定，即在乌尔姆附近召集耶拉契奇、弗朗茨·冯·韦内克和施瓦岑贝格亲王卡尔·菲利普的军团，同时放弃向南撤退到蒂罗尔的想法。10月8日，马克下令将他的军队集中在乌尔姆下游的金茨堡，希望让他的部队能够将拿破仑的补给线切断。

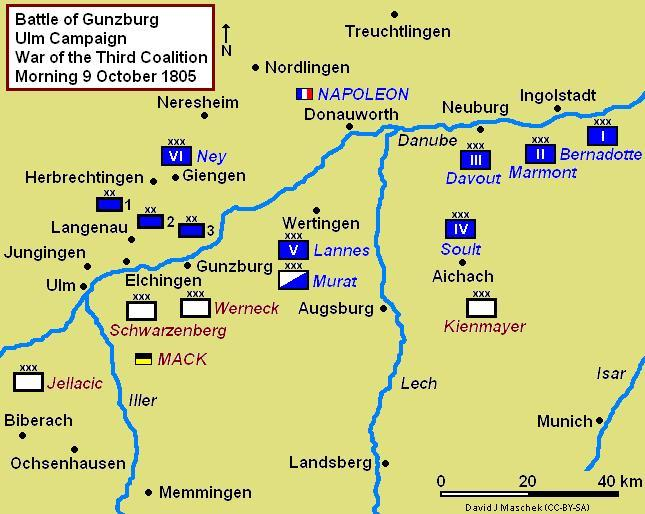
1805年10月9日的金茨堡之战，达斯普雷被俘

10月8日，缪拉元帅和拉纳元帅在维尔廷根战役中遇到了弗朗茨·泽维尔·奥芬伯格的奥地利部队。法军击溃了寡不敌众的奥军，并将幸存者向西赶到了金茨堡。第二天，马克和斐迪南在金茨堡附近的多瑙河南岸集结部队。马克让达斯普雷和一支包括蒂罗尔猎兵队在内的轻型部队控制和侦察北岸。马克不知道的是，内伊元帅当天早上就让他的一个师从北部夺取金茨堡的桥梁。
让-皮埃尔·菲尔曼·马莱尔将军的第3师分成三个纵队，并于10月9日向南进发。法军的西部纵队误入沼泽，而东部纵队则严重延误。中央纵队则直奔金茨堡，与达斯普雷的部队相撞。金茨堡的奥军士兵一听到枪声，立即摧毁了桥梁。不幸的是，这使得达斯普雷前面是法军，后面则是断桥。达斯普雷最终率领200名猎兵和两门火炮向法军投降。
由于达斯普雷的侦察部队及时发出警告，奥军对法军的进攻进行了有力的防御，使法军的进攻在河岸上戛然而止。此时，马克命令伊格纳兹·久莱重建城镇东侧的桥梁，并越过北岸。马克仍然幻想穿越多瑙河，向和京根和讷德林根进军。奥军刚把桥准备好，迟到的法军西部纵队就突然出现占领了桥梁，为法国人赢得了战斗。
马克后来声称达斯普雷没有报告他与法国人的遭遇，尽管这可能是为了自我辩解。内伊审问了被俘的达斯普雷并向拿破仑报告说奥地利军队正在撤退到比伯拉赫，这是一个假情报，但尚不清楚达斯普雷是否故意误导法军，或者他是否只是在猜测马克的意图。10月20日，马克在乌尔姆率领25,000名士兵投降，韦内克于10月18日投降了他剩余的6,000人，而梅明根的4,600名驻军也举起了白旗，这场战役以奥军的灾难告终。共有近50,000名奥地利人在战斗中成为俘虏。

### 1809年

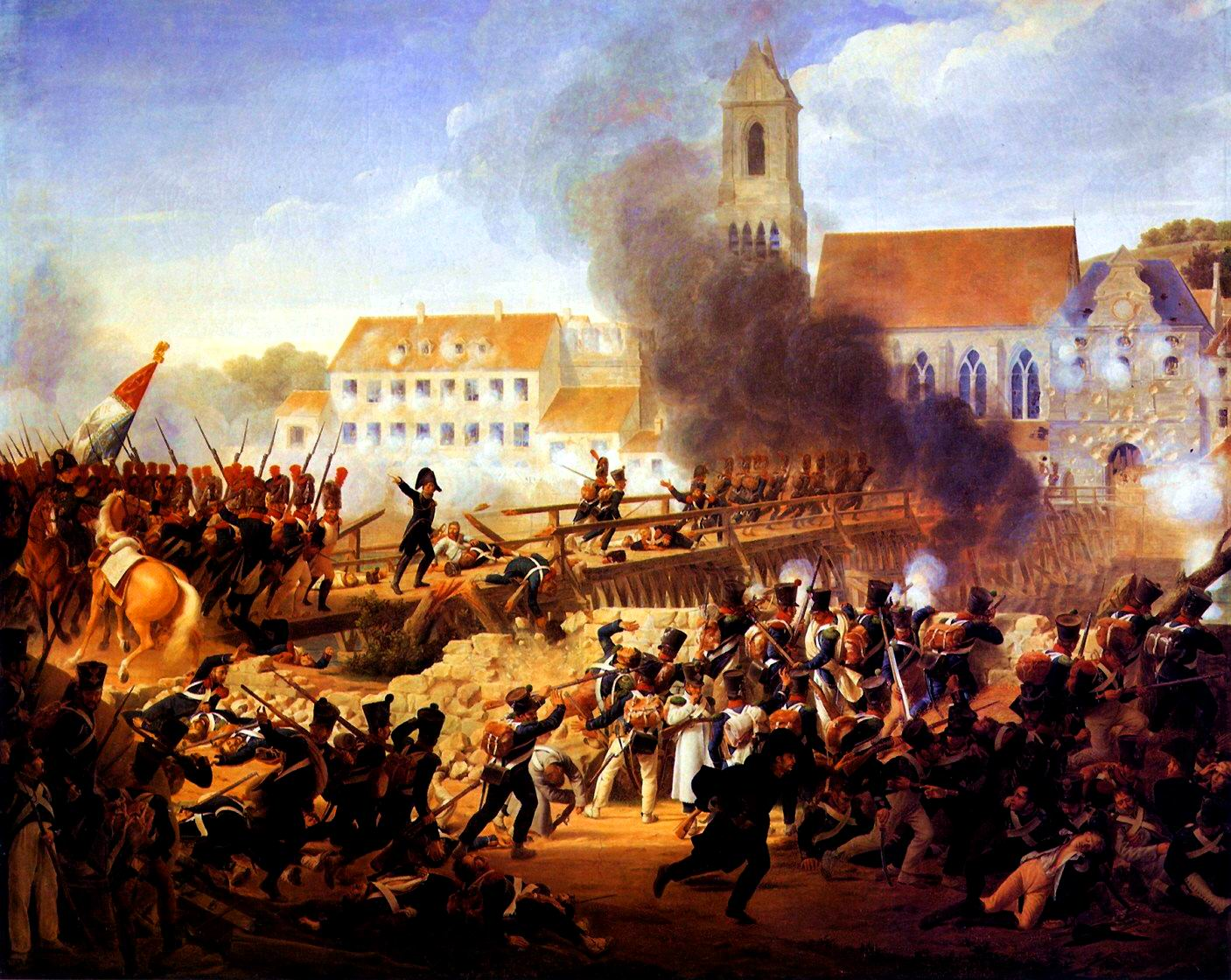
1809年4月21日的兰休特战役

在第五次反法同盟开始时，达斯普雷在金迈尔的预备军中率领一个旅，该旅由4个掷弹营组成，外加8门6磅火炮。在1809年4月20日的阿本斯贝格战役中，奥地利的路德维希大公试图保卫阿本斯河的防线，但没有成功。

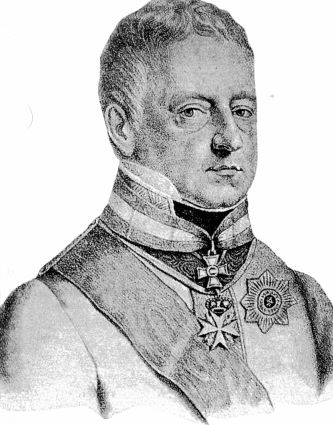
米夏埃尓·冯·金迈尔

4月21日，拿破仑在兰休特战役中袭击了约翰·冯·希勒，但奥地利人设法阻止了被法军包围。然而，希勒的左翼在白天损失了大约9,000人。达斯普雷的三个掷弹兵营组成了奥地利的后卫部队，并撤退到了诺伊马克特-圣法伊特。4月24日，当希勒猛烈反击巴伐利亚和法军的追兵时，达斯普雷参与了诺伊马克特-圣法伊特之战。达斯普雷后来错过了5月3日艰苦的埃伯斯贝格战役。希勒不明智地将金迈尔的部队派往阿施滕，达斯普雷在军中晋升中将。

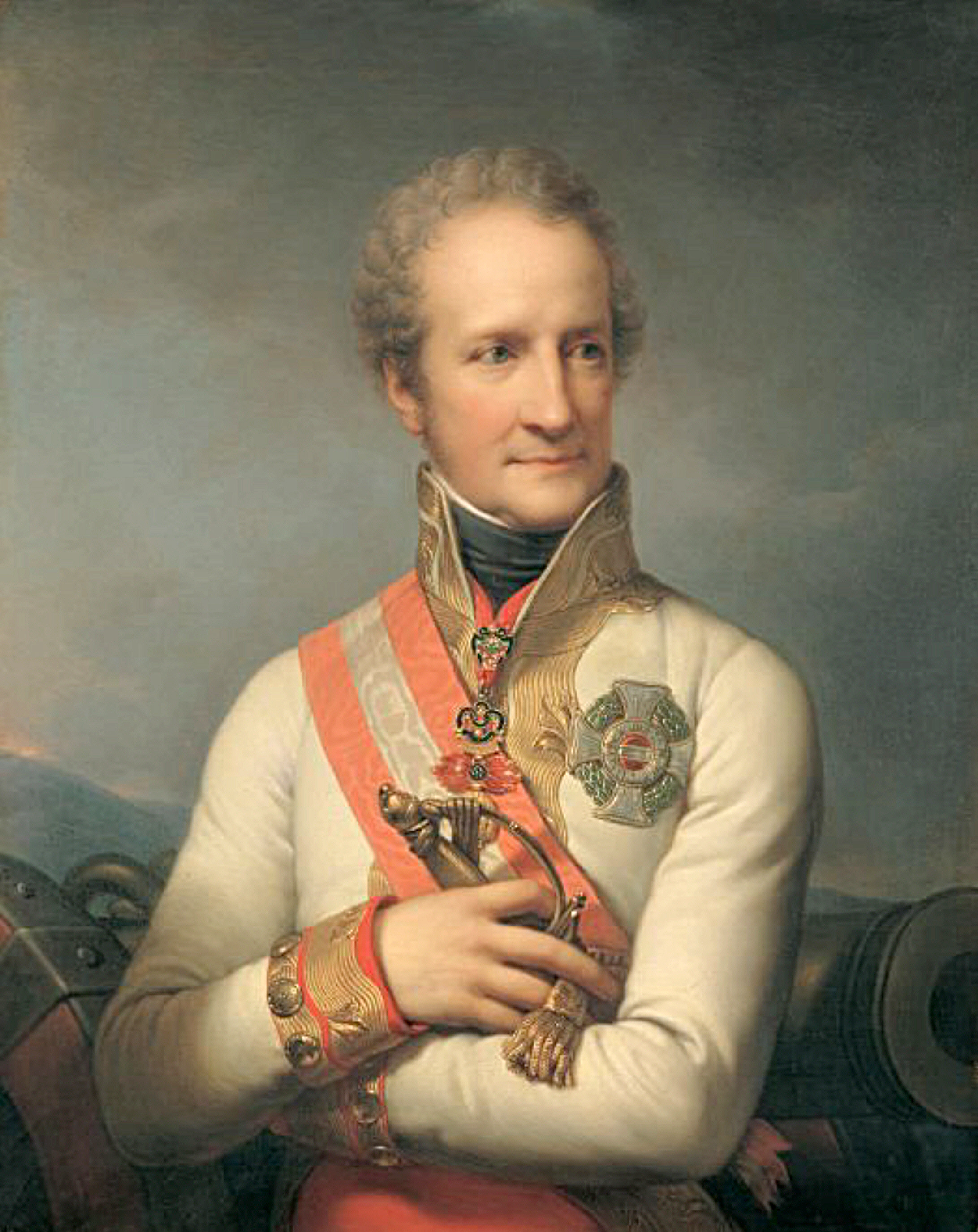
约翰一世·约瑟夫

5月8日，希勒的大部分部队，包括金迈尔的军团，在多瑙河畔的毛特恩越过多瑙河北岸。在很短的时间内，达斯普雷的掷弹兵再次回到南岸，协助维也纳的防御。4月12日，达斯普雷的部队掩护奥军成功撤退到多瑙河北岸。
5月中旬，卡尔大公将列支敦士登亲王指挥的第二预备军并入第一预备军。在新的组织中，达斯普雷获得了自己的步兵师。达斯普雷的师由他先前的五个营再加上三个掷弹兵营组成。

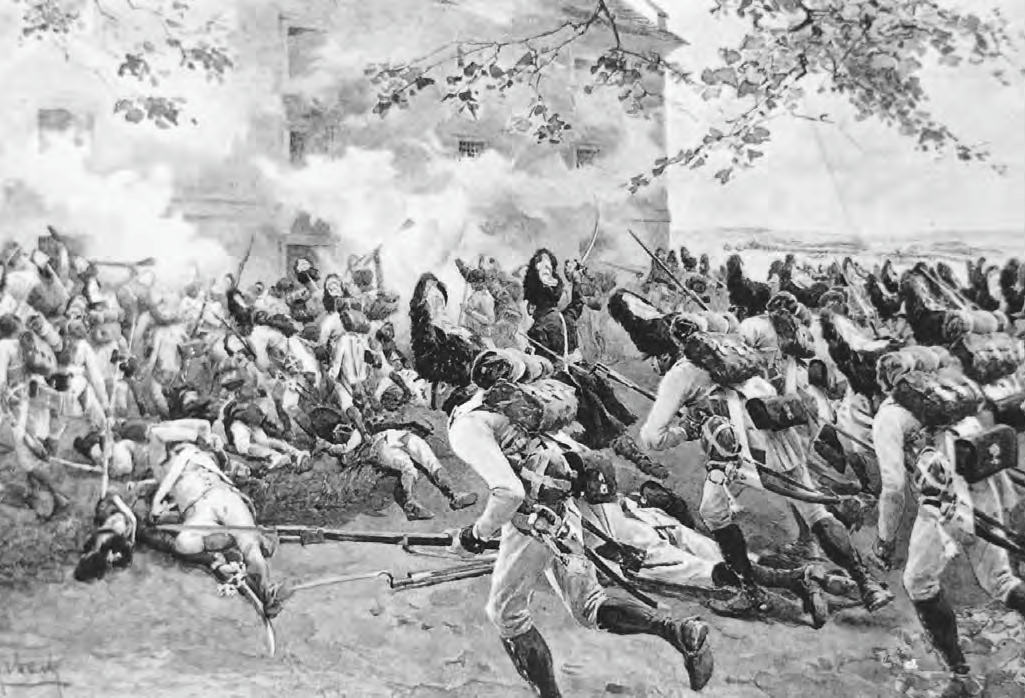
达斯普雷麾下的奥地利士兵参加了阿斯珀恩-埃斯灵之战

5月21日，阿斯珀恩-埃斯灵战役的第一天，掷弹兵预备队没有投入战斗。第二天，拿破仑试图突破狭窄的桥头堡，于是派遣拉纳元帅率领三个师进攻薄弱的奥地利中央阵地。在危机中，卡尔大公调动了达斯普尔的掷弹兵师来抵抗法军。当奥军开始动摇时，卡尔大公亲自挥舞着军旗集结他的军队，这极大地鼓舞了奥军，当奥军的增援从左右两侧赶来时，法军的进攻宣告失败。下午，卡尔命令达斯普尔进攻埃斯灵，此时埃斯灵的法国守军已经抵抗了多次奥军进攻。达斯普尔的掷弹兵成功将法国人从村庄中击退，但后来帝国卫队的五个营重新夺回了埃斯灵。
5月24日，奥皇任命达斯普雷成为第18步兵团的荣誉司令，但不幸的是，这位将军注定无法长期享受这一荣誉。达斯普雷的师在7月5日和6日的瓦格拉姆之战中大致保持相同的编制。此外，还配备了2个6磅炮旅和1个3磅炮连，共24门火炮。4日晚，拿破仑从洛鲍岛向多瑙河北岸发起了大规模的两栖攻击，迫使奥地利第六军团和先遣卫队退却。当天下午6时，拿破仑派出尼古拉·乌迪诺的第二军团、欧仁·德·博阿尔内的意大利军团和让-巴蒂斯特·贝尔纳多特的第九萨克森军团在瓦格拉姆附近袭击卡尔大公的防线。在最初被击退后，奥地利第一和第二军团反击并击溃了法德联军。

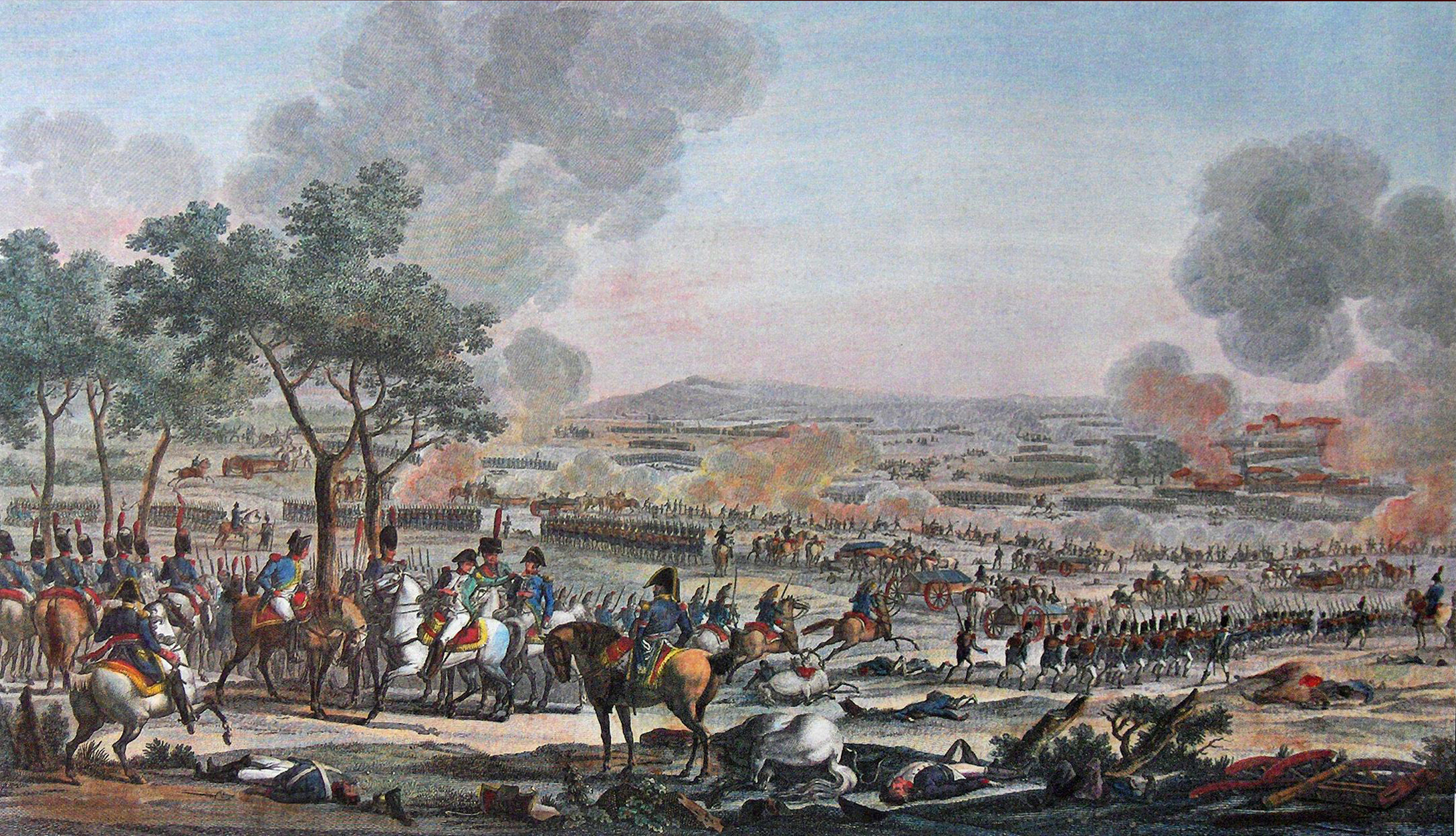
达斯普雷在瓦格拉姆战役中身负重伤

战斗爆发的第二天下午，拿破仑命令艾蒂安·麦克唐纳的8,000名士兵进攻奥地利中央阵地。麦克唐纳将他的三个师组成一个空心阵型，带领他的士兵在奥地利预备军团和第三军团之间的边界前进。法军冲进了奥军的阵地，但侧翼的奥地利军队挡住了法军的袭击。见麦克唐纳的进攻停滞不前，拿破仑派他的预备队去帮忙。为了阻止法国的进攻，达斯普雷试图召集他的手下，但在战斗中受了致命伤。在他们的指挥官倒下后，达斯普雷的士兵放弃了阵地。当奥军在战斗结束向北撤退时，达斯普雷被救起，但于7月8日在今捷克的米库洛夫去世。他是在瓦格拉姆阵亡或受重伤的四名奥地利将军之一。
和他的父亲一样，他的儿子康斯坦丁后来也成为一名奥地利将军，康斯坦丁参与了1849年的诺瓦拉战役，于1850年去世。

## 引注
1. ↑  Some sources list his birth date in 1754, (as the date of his baptism) and others in 1767. See （德語） Constantin Wurzbach, "Konstantin Ghilian Karl d'Aspre von Hoobreuk" （页面存档备份，存于）, in Biographisches Lexicon des Kaisertums Oesterreich, Vienna, 1856, B:1 S:77 or "Konstantin Ghilian Karl d'Aspre von Hoobreuk" （页面存档备份，存于）, （德語） Allgemeine Deutsche Biographie, Munchen/Leipzig, Duncker & Humblot, 1875–1912, Band 1 (1875), S. 620–621.
2. 1 2 3 4 5 6  .   [2022-10-12]. （原始内容存档于2011-08-08）.
3. ↑  Smith, Digby. The Napoleonic Wars Data Book. London: Greenhill, 1998. ISBN 1-85367-276-9. 149
4. ↑  Smith, 151
5. ↑  Arnold, James R. Marengo & Hohenlinden. Barnsley, South Yorkshire, UK: Pen & Sword, 2005. ISBN 1-84415-279-0
6. ↑  Smith, 179
7. ↑  .   [2022-10-12]. （原始内容存档于2016-03-04）.
8. ↑  Kagan, 392
9. ↑  Kagan, 400
10. ↑  Kagan, 402-404
11. 1 2  Kagan, 406-408
12. ↑  Kagan, 408-409
13. ↑  Kagan, 409
14. ↑  Kagan, 212
15. ↑  Kagan, 440
16. ↑  Bowden, Scotty & Tarbox, Charlie. Armies on the Danube 1809. Arlington, Texas: Empire Games Press, 1980. 72
17. ↑  Arnold, James R. Crisis on the Danube. New York: Paragon House, 1990. ISBN 1-55778-137-0. 107-108
18. ↑  Epstein, 68
19. ↑  Petre, F. Loraine. Napoleon and the Archduke Charles. New York: Hippocrene Books, (1909) 1976. 153
20. ↑  Petre, 218-219
21. ↑  Petre, 251
22. ↑  Petre, 254
23. ↑  Petre, 256
24. ↑  Petre, 264
25. ↑  Bowden & Tarbox, 91
26. ↑  Petre, 286
27. ↑  Epstein, Robert M. Napoleon's Last Victory and the Emergence of Modern War. Lawrence, Kansas: University Press of Kansas, 1994. 113
28. ↑  Petre 290
29. ↑  Bowden & Tarbox, 79
30. ↑  Bowden & Tarbox, 166
31. ↑  Epstein, 150-151
32. ↑  Epstein, 153-154
33. ↑  Arnold, James R. Napoleon Conquers Austria. Westport, Conn.: Praeger Publishers, 1995. ISBN 0-275-94694-0. 156-157
34. ↑  Arnold Napoleon, 163
35. ↑  Petre, 379
36. ↑  Wurzbach, Constantin von. "D'Aspre Constantin II Freiherr". Osterreichisches Biographisches Lexikon 1850-1950. Wien, 1957. 170